# Peter Schenk le Jeune
Pour les articles homonymes, voir Schenk.
Peter Schenk dit le Jeune, né le 15 février 1693 à Amsterdam où il est mort le 14 janvier 1775, est un graveur et cartographe néerlandais, spécialisé dans les cartes, notamment de la Saxe.

## Biographie
Fils du graveur Peter Schenk l'Ancien (1660–1718), il poursuit sa carrière dans la cartographie et se consacre plus particulièrement à la géographie de l'Allemagne moyenne. Les plaques à graver, en cuivre, lui sont fournies par Nicolas Visscher II. Schenk travaille souvent avec Adam Friedrich Zürner.